# Квитсёй
Квитсёй (норв. Kvitsøy) — коммуна в губернии Ругаланн в Норвегии. Административный центр коммуны — город Идстебёхавн. Официальный язык коммуны — нейтральный. Население коммуны на 2016 год составляло 524 человека. Площадь коммуны Квитсёй — 6,2 км², код-идентификатор — 1144.

## История населения коммуны
Население коммуны за последние 60 лет.

Статистика коммуны Квитсёй